# 쓰쿠다역 (도쿠시마현)
쓰쿠다역(일본어: 佃駅)은 일본 도쿠시마현 미요시시에 있는 시코쿠 여객철도의 역이다. 역 번호는 D21 · B24이다. 섬식 승강장 1면 2선의 구조를 지닌 지상역이다. 도산 선의 소속으로 해서, 이 역을 기점으로 하는 도쿠시마 선등 2개의 노선이 상호 운행되고 있다.

## 이용 현황
| 연도 | 하루 평균 승차 인원 | 연도 | 하루 평균 승차 인원 |
| 1995 | 50                  | 2003 | 43                  |
| 1996 | 54                  | 2004 | 33                  |
| 1997 | 42                  | 2005 | 33                  |
| 1998 | 45                  | 2006 | 34                  |
| 1999 | 41                  | 2007 | 35                  |
| 2000 | 43                  | 2008 | 36                  |
| 2001 | 43                  | 2009 | 31                  |
| 2002 | 41                  |      |                     |
| ---- | ------------------- | ---- | ------------------- |

## 역 주변
- 국도 제192호선
- 요시노강

## 역사
- 1929년 4월 18일 : 쓰쿠다 신호장(일본어: 佃信号場)으로서 개업.
- 1950년 1월 10일 : 쓰쿠다역으로 승격.
- 1987년 4월 1일 : 민영화에 의해, 시코쿠 여객철도로 이관.

## 인접 정차역
| 시코쿠 여객철도 도산 선     | 시코쿠 여객철도 도산 선 | 시코쿠 여객철도 도산 선   |
| --------------------------- | ----------------------- | ------------------------- |
| D 20 하시쿠라 다도쓰 방면   | 도산 선                 | 아와이케다 D 22 고치 방면 |
| 시코쿠 여객철도 도쿠시마 선 |                         |                           |
| B 23 쓰지 도쿠시마 방면     | 도쿠시마 선             | 시·종착역                 |